# Gwanda Chakuamba
Gwandaguluwe "Gwanda" Chakuamba Phiri (4 avril 1935-24 octobre 2016) est un homme politique malawite. Il est candidat à la vice-présidence pour Parti du congrès du Malawi (MCP) avec la candidature du président sortant Hastings Banda lors de l'élection présidentielle de 1994, ainsi que candidat à la présidence d'une coalition entre le MCP et l'Alliance pour la démocratie (AFORD) lors de l'élection présidentielle de 1999 (en) et à nouveau en élection présidentielle de 2004 pour la coalition Mgwirizano (en).

## Biographie

### Jeunesse et études
Originaire du Nsanje dans la région Sud, Chakuamba fréquente une école secondaire catholique à Zomba. Il fréquente ensuite le Sulosi College à Bulawayo dans l'actuel Zimbabwe avant de poursuivre ses études aux États-Unis.

### De l'indépendance au multipartisme
Figure importante du Parti du congrès du Malawi de l'indépendance du pays en 1964 à 1980, Chakuamba occupe plusieurs positions ministérielles au sein du cabinet du président Hastings Banda en plus d'être commander du Malawi Young Pioneers (en), organe jeunesse du parti.
Opposant de John Tembo des février 1980, Chakuamba est disgracié et condamné à une peine de 22 ans de prison pour sédition à la demande de Tembo et de Cecilia Kadzamira. Suite au référendum de 1993 au cours duquel les Malawites se prononce en faveur du multipartisme, Chakuamba est libéré en juillet de la même année.

### Élection de 1994
Dès sa libération, il se rallie au Front démocratique uni (FDU) pendant une courte période avant de redevenir support du MCP. Devenu secrétaire général du parti, Banda est par la suite choisi en tant que candidat pour la présidence avec Chakuamba en tant que candidat à la vice-présidence. Le scrutin de 1994 permet une alternance politique avec l'élection de Bakili Muluzi. Banda se retire alors de la vie politique et laisse la chefferie du parti à Chakuamba.

### Élection de 1999
En février 1999 et peu avant le scrutin de la même année, le MCP fait alliance avec l'AFORD avec la candidature de Chakuamba pour la présidence et de Chakufwa Chihana, chef de l'AFORD, pour la vice-présidence. Ce rapprochement créer de sérieuses tensions au sein du MCP en raison du choix de Chakuamba de ne pas favoriser la candidature de son rival Tembo pour colistier. Ce dernier aurait alors organisé des manifestations pour réclamer le départ de Chakuamba.
Arrivant en seconde place lors du scrutin qui confirme la réélection de Muluzi et malgré les commentaires des observateurs étrangers qui indiquent que l'élection c'est déroulé de manière régulière et juste, la coalition MCP-AFORD dépose deux pétitions à la haute cour en prétextant des irrégularités. La cour rejette par la suite ces plaintes.
En octobre 2002, Chakuamba est mis en état d'arrestation pour avoir falsifié une lettre qui indiquait que Muluzi offrait des pots-de-vin aux députés pour favoriser un changement à la constitution pour lui permettre de briguer un troisième mandat à la présidence. Il est rapidement remis en liberté sous caution.

### Élection de 2004
Dans les mois précédant l'élection de 2004, il quitte le MCP et fonde le Parti républicain (en). Ce nouveau parti joint ses forces à six autres partis pour former la coalition Mgwirizano (en). Choisi pour être le candidat présidentiel, Chakuamba termine en troisième position derrière le nouveau président Bingu wa Mutharika (UDF) et Tembo (MCP) avec 25,7 % des suffrages.
Peu après le scrutin et malgré l'absence d'annonce de résultats officiels, Chakuamba se déclare vainqueur de l'élection. Élu, Mutharika prête serment en tant que président et est accusé de fraude par Chakuamba.
Néanmoins, rapidement après l'élection en juin, Chakuamba abandonne ses critiques et annonce soutenir le gouvernement de Mutharika. Il ne reçoit pas personnellement de charges ministérielles, mais trois membres républicains entrent au cabinet. En février 2005, Chakuamba est nommé au poste de ministre de l'Agriculture.
Ensuite en 2005, il quitte le Parti républicain et se rallie au nouveau Parti démocrate-progressiste (DPP) que Mutharika vient de créer. Chakuamba devient intérimairement premier vice-président du parti, mais est exclus du cabinet en septembre 2005. Les jours suivants, il est mis sous arrêt après un discours au cours duquel il prédit que Mutharika sera demis de ses fonctions avant Noël,.

### Élection de 2009
Chakuamba quitte alors le DPP pour fonder le Nouveau Parti républicain (NRP). Peu après le décès de la première dame Ethel Mutharika (en), Chakuamba critique Mutharika pour ne pas avoir informé la population sur son état de santé. Initialement annonçant son soutien à Muluzi avec l'UDF qui tente de retrouver la présidence pour le scrutin de 2009, il appelle le chef du MCP Tembo pour être son colistier afin de créer une opposition forte pour renverser Mutharika,. Cependant, Tembo rejette l'offre deux jours plus tard,.
Changeant encore de parti en mai 2009, il annonce maintenant soutenir Mutharika contre Tembo qui était candidat commun du MCP et de l'UDF. Chakuamba se présente pour un siège de député dans la circonscription de Nansje North, mais est défait par Frank Elias du DPP. Le NRP ne remportant aucun siège lors de se scrutin, Chakuamba annonce se retirer de la vie politique et se concentrer désormais à l'agriculture.